# تيم هاردين
تيم هاردين (بالإنجليزية: Tim Hardin)‏ هو ملحن وعازف بيانو ومغن مؤلف ومغني أمريكي، ولد في 23 ديسمبر 1941 في يوجين في الولايات المتحدة، وتوفي في 29 ديسمبر 1980 في لوس أنجلوس في الولايات المتحدة بسبب جرعة زائدة.

## وصلات خارجية
- الموقع الرسمي
- تيم هاردين على موقع IMDb (الإنجليزية)
- تيم هاردين على موقع ميوزك برينز (الإنجليزية)
- تيم هاردين على موقع قاعدة بيانات برودواي على الإنترنت (الإنجليزية)
- تيم هاردين على موقع إن إن دي بي (الإنجليزية)
- تيم هاردين على موقع أول ميوزيك (الإنجليزية)
- تيم هاردين على موقع ديسكوغز (الإنجليزية)